# Ryan Babel
Pour les articles homonymes, voir Babel.
Ryan Babel, né le 19 décembre 1986 à Amsterdam (Pays-Bas), était un footballeur international néerlandais qui jouait au poste d'attaquant.
Babel fait partie du Club van 100 qui réunit les joueurs ayant disputés plus de cent rencontres avec l'Ajax Amsterdam. 

Joue actuellement pour le Paname All Stars (équipe de Pfut) en Kings League France.

## Biographie
Ryan naît aux Pays-Bas de parents originaires du Suriname.
Babel a commencé sa carrière chez SV Diemenas en 1992 à l'âge de six ans. Il y a joué pendant deux ans, puis a été transféré au club ASV Fortius en 1994 pour y jouer pendant trois ans et finalement passer à l'Ajax en 1998, le club de premier plan de sa carrière.

### En club

#### De l'Ajax Amsterdam à Liverpool (2003-2011)
Ryan Babel commence sa carrière professionnelle à l'Ajax Amsterdam. Il inscrit 14 buts en 4 saisons et remporte le championnat des Pays-Bas en 2004. Il participe notamment à la Ligue des champions et y inscrit deux buts.
Babel est alors vite courtisé par de nombreux clubs et débarque en 2007 à 21 ans au FC Liverpool moyennant 17 millions d'euros.
Babel connaît sa saison la plus dense en termes de matchs en 2007-2008, disputant 49 matchs, toutes compétitions confondues.
Liverpool termine alors deuxième de la Premier League en 2009. 
Babel est resté dans l'image internationale, malgré le fait de lutter pour conserver une place à Liverpool.
Il participe alors à 146 rencontres et inscrit 22 buts en trois saisons et demie sous les couleurs du club anglais, mais Rafael Benitez lui préfère alors souvent Fernando Torres, Dirk Kuijt ou encore Yossi Benayoun.

#### Hoffenheim, un nouveau départ (2011-2012)
En février 2011, alors que Liverpool (loin de son meilleur niveau, alors à plus de quinze points des premières places du championnat) veut accélérer la venue du joueur uruguayen Luis Suarez (aussi originaire de l'Ajax Amsterdam), Ryan Babel est transféré au jeune et ambitieux club allemand du TSG Hoffenheim pour près de 7 millions d'euros.

#### Ajax Amsterdam, retour aux sources (2012-2013)
Fin août 2012, Ryan Babel résilie  son contrat avec TSG Hoffenheim. Annoncé partant pour la Fiorentina, il signe finalement pour un an à l'Ajax Amsterdam, son club formateur. Un retour à l'Ajax n'a guère contribué à augmenter ses chances internationales.
Après une saison solitaire de retour dans l'Eredivisie, Babel était à nouveau en mouvement, cette fois du côté turc de Super Lig Kasimpasa.

#### Turquie puis Émirats arabes unis (2013-2019)
Le 20 juin 2013, en fin de contrat avec l'Ajax Amsterdam, Ryan Babel s'engage avec le club turc de Kasımpaşa. Deux saisons en Turquie ont été productives, mais Babel a quand même fait le choix de signer pour Al Ain dans la Ligue arabe du golfe des Émirats arabes unis en juillet 2015. Ce sort n’était rien de moins qu’un désastre, se terminant par Babel dans la réserve alors qu’Al Ain avait choisi quatre autres joueurs «étrangers» pour remplir leur quota.
Le 15 septembre 2016, il s'engage avec le Deportivo La Corogne.
Le 2 janvier 2017, il rejoint le Besiktas JK. Un sommet en carrière de 15 buts toutes compétitions confondues au cours de la saison 2017/2018 a remis Babel sur la carte internationale.
Le 15 janvier 2019, il rebondit à Fulham FC. Il quitte Beşiktaş, où il était parvenu à relancer sa carrière, et revient en Angleterre. Fulham, dix-neuvième du championnat, a ainsi officialisé l'arrivée de l'international néerlandais. Il a signé jusqu'à la fin de la saison et portera le numéro 12.

#### Prêt à l'Ajax Amsterdam (2020)
L'ailier néerlandais quitte Galatasaray pour revenir à l'Ajax Amsterdam. L'accord entre l'Ajax Amsterdam et Galatasaray prévoit un prêt jusqu'à la fin de la saison 2020.
Babel vit son troisième passage professionnel chez les Godenzonen après 2003-2007 et 2012-2013. Un renfort de poids pour le club de la capitale néerlandaise lors de la deuxième partie de saison.

### En équipe nationale

#### Équipes jeunes (2002-2008)
Babel a fait ses débuts avec l'équipe des Pays-Bas U17 en 2002 et a marqué 3 buts en six matches pour l'équipe. Il est ensuite passé aux Pays-Bas U19 en 2003, marquant cette fois seulement 2 buts en six matches. 
En 2004, il a été sélectionné aux Pays-Bas U20. Il a marqué deux buts en quatre matches dans cette catégorie d'équipe nationale et le tout en Coupe du monde de football des moins de 20 ans 2005. Il faisait partie de l'équipe du Championnat du Monde. Les Pays-Bas ont joué le quart de finale du championnat pour perdre contre le Nigéria.
En finale de l'Euro espoirs 2007 qui se disputait dans son pays, il marque le second but de son équipe contre la Serbie (victoire 4-1). Il a été l'un des artisans du bon parcours de son équipe lors de la compétition.
Il participe aux Jeux olympiques d'été en 2008, comptant quatre matches et un but lors des phases de foules face à l'États-Unis (2-2). Les néerlandais sont éliminées en quart de finale contre l'équipe d'Argentine (2-1 a.p).

#### Équipe des Pays-Bas A (2005-2021)
Pour sa première sélection avec les Pays-Bas face à la Roumanie, le 26 mars 2005, il inscrit le second but, devenant le plus jeune buteur néerlandais de son équipe depuis 68 ans (victoire 2-0). 
Brillant espoir du football néerlandais, il n’était dans l’équipe première de l’Ajax que depuis 13 mois, mais Van Basten affirmait déjà qu’il avait «tout le potentiel pour être le prochain Thierry Henry».
Quatre jours plus tard, il joue 40 minutes aux côtés des stars internationales établies Edwin van der Sar, Phillip Cocu, Mark van Bommel et Ruud van Nistelrooy avec une victoire 2-0 contre l'Arménie.
Babel a raté huit des 12 prochains matchs internationaux - deux absences étaient dues à des engagements avec les équipes des moins de 20 ans et des moins de 21 ans - mais faisait toujours partie de l'équipe de la Coupe du monde 2006.
En mai 2006, il est sélectionné afin de participer à la Coupe du Monde 2006. Plus jeune joueur de l'effectif, Babel n'y joue qu'un match, face à l'Argentine qui se termine sur le score de 0-0, en remplaçant Ruud van Nistelrooy. Les Pays-Bas seront éliminés en huitièmes de finale contre le Portugal sur le score de 1-0.
En mai 2008, il est sélectionné pour participer à l'Euro 2008 mais se déchire les ligaments de la cheville. il doit déclarer forfait, et est remplacé par Khalid Boulahrouz.
Bert van Marwijk avait remplacé Van Basten après l’Euro 2008, mais le changement d’entraîneur n’a pas empêché Babel d'avoir du temps de jeu.
Il fait partie des 23 joueurs néerlandais retenus par la Coupe du monde 2010 malgré une légère blessure à une cheville. Il passe toute la compétition sur le banc et ne peut empêcher la défaite de son équipe en finale contre l’Espagne.
Après la coupe du monde, il n'a plus rejoué sous le maillot néerlandais jusqu'à une défaite 3-0 contre l’Allemagne, le 15 novembre 2011.
Babel n’a pas participé aux éliminatoires des Pays-Bas pour l’Euro 2012 où les Pays-Bas se sont qualifiés mais n'ont pas passé le premier tour.
Il n'a également pas participé à la Coupe du monde 2014 où les Pays-Bas finiront 3ème.
Il n'a pas pris part aux éliminatoires de l'Euro 2016, les Pays-Bas ne se qualifiant pas pour la phase finale de la compétition.
Le 7 octobre 2017, Babel est rappelé par Dick Advocaat lors de la victoire 3-1 en qualification pour la Coupe du monde 2018 contre la Biélorussie.
Trois jours plus tard, les Pays-Bas doivent s'imposer par 7 buts d'écarts pour espérer disputer les barrages de la Coupe du monde 2018, mais la victoire 2-0 contre la Suède, ne sera pas suffisante pour se qualifier.
Pour la première édition de la Ligue des nations de l'UEFA en 2019, Babel dispute tous les matchs de sa sélection, mais ne peut rien faire en finale contre l'équipe du Portugal (défaite 1-0).
Il n'est pas sélectionné lors de la liste élargie des 34 joueurs convoqués par Frank de Boer pour l’Euro 2020 organisé en 2021.
Le 9 novembre 2024, Babel a annoncé sa décision de prendre sa retraite du football.

## Statistiques
| Saison                | Club                  | Championnat           | Championnat | Championnat | Coupe nationale | Coupe nationale | Coupe de la Ligue | Coupe de la Ligue | Supercoupe | Supercoupe | Compétition(s) continentale(s) | Compétition(s) continentale(s) | Compétition(s) continentale(s) | Plays-off | Plays-off | Total | Total |
| Saison                | Club                  | Division              | M.          | B.          | M.              | B.              | M.                | B.                | M.         | B.         | Comp.                          | M.                             | B.                             | M.        | B.        | M.    | B.    |
| 2003-2004             | Ajax Amsterdam        | Eredivisie            | 1           | 0           | -               | -               | -                 | -                 | -          | -          | -                              | -                              | -                              | -         | -         | 1     | 0     |
| 2004-2005             | Ajax Amsterdam        | Eredivisie            | 20          | 7           | 3               | 1               | -                 | -                 | -          | -          | C1+C3                          | 2+2                            | 0+1                            | -         | -         | 27    | 9     |
| 2005-2006             | Ajax Amsterdam        | Eredivisie            | 25          | 2           | 4               | 3               | -                 | -                 | 1          | 1          | C1                             | 9                              | 2                              | 2         | 0         | 41    | 8     |
| 2006-2007             | Ajax Amsterdam        | Eredivisie            | 27          | 5           | 5               | 0               | -                 | -                 | 1          | 0          | C1+C3                          | 2+5                            | 0+2                            | 4         | 1         | 44    | 8     |
| Sous-total            | Sous-total            | Sous-total            | 73          | 14          | 12              | 4               | -                 | -                 | 2          | 1          | -                              | 20                             | 5                              | 6         | 1         | 113   | 25    |
| 2007-2008             | Liverpool FC          | Premier League        | 30          | 4           | 4               | 1               | 2                 | 0                 | -          | -          | C1                             | 13                             | 5                              | -         | -         | 49    | 10    |
| 2008-2009             | Liverpool FC          | Premier League        | 27          | 3           | 3               | 0               | 2                 | 0                 | -          | -          | C1                             | 10                             | 1                              | -         | -         | 42    | 4     |
| 2009-2010             | Liverpool FC          | Premier League        | 25          | 4           | 2               | 0               | 1                 | 0                 | -          | -          | C1+C3                          | 3+7                            | 1+1                            | -         | -         | 38    | 6     |
| 2010-2011             | Liverpool FC          | Premier League        | 9           | 1           | 1               | 0               | 1                 | 0                 | -          | -          | C3                             | 6                              | 1                              | -         | -         | 17    | 2     |
| Sous-total            | Sous-total            | Sous-total            | 91          | 12          | 10              | 1               | 6                 | 0                 | -          | -          | -                              | 39                             | 9                              | -         | -         | 146   | 22    |
| 2010-2011             | 1899 Hoffenheim       | Bundesliga            | 15          | 1           | 1               | 0               | -                 | -                 | -          | -          | -                              | -                              | -                              | -         | -         | 16    | 1     |
| 2011-2012             | 1899 Hoffenheim       | Bundesliga            | 31          | 4           | 4               | 1               | -                 | -                 | -          | -          | -                              | -                              | -                              | -         | -         | 35    | 5     |
| Sous-total            | Sous-total            | Sous-total            | 46          | 5           | 5               | 1               | -                 | -                 | -          | -          | -                              | -                              | -                              | -         | -         | 51    | 6     |
| 2012-2013             | Ajax Amsterdam        | Eredivisie            | 16          | 4           | 2               | 1               | -                 | -                 | -          | -          | C1                             | 4                              | 0                              | -         | -         | 22    | 5     |
| Sous-total            | Sous-total            | Sous-total            | 16          | 4           | 2               | 1               | -                 | -                 | -          | -          | -                              | 4                              | 0                              | -         | -         | 22    | 5     |
| 2013-2014             | Kasımpaşa SK          | Süper Lig             | 29          | 5           | 1               | 0               | -                 | -                 | -          | -          | -                              | -                              | -                              | -         | -         | 30    | 5     |
| 2014-2015             | Kasımpaşa SK          | Süper Lig             | 29          | 9           | -               | -               | -                 | -                 | -          | -          | -                              | -                              | -                              | -         | -         | 29    | 9     |
| Sous-total            | Sous-total            | Sous-total            | 58          | 14          | 1               | 0               | -                 | -                 | -          | -          | -                              | -                              | -                              | -         | -         | 59    | 14    |
| 2015-2016             | Al Ain Club           | Arab Gulf League      | 8           | 1           | 6               | 1               | -                 | -                 | -          | -          | -                              | -                              | -                              | -         | -         | 14    | 2     |
| Sous-total            | Sous-total            | Sous-total            | 8           | 1           | 6               | 1               | -                 | -                 | -          | -          | -                              | -                              | -                              | -         | -         | 14    | 2     |
| 2016-2017             | Deportivo La Corogne  | Liga                  | 11          | 4           | 1               | 1               | -                 | -                 | -          | -          | -                              | -                              | -                              | -         | -         | 12    | 5     |
| Sous-total            | Sous-total            | Sous-total            | 11          | 4           | 1               | 1               | -                 | -                 | -          | -          | -                              | -                              | -                              | -         | -         | 12    | 5     |
| 2016-2017             | Beşiktaş SK           | Süper Lig             | 18          | 5           | -               | -               | -                 | -                 | -          | -          | C3                             | 6                              | 3                              | -         | -         | 24    | 8     |
| 2017-2018             | Beşiktaş SK           | Süper Lig             | 32          | 13          | 5               | 0               | -                 | -                 | 1          | 0          | C1                             | 7                              | 2                              | -         | -         | 45    | 15    |
| 2018-2019             | Beşiktaş SK           | Süper Lig             | 12          | 4           | -               | -               | -                 | -                 | -          | -          | C1                             | 7                              | 2                              | -         | -         | 19    | 6     |
| Sous-total            | Sous-total            | Sous-total            | 62          | 22          | 5               | 0               | -                 | -                 | 1          | 0          | -                              | 20                             | 7                              | -         | -         | 88    | 29    |
| 2018-2019             | Fulham FC             | Premier League        | 16          | 5           | -               | -               | -                 | -                 | -          | -          | -                              | -                              | -                              | -         | -         | 16    | 5     |
| Sous-total            | Sous-total            | Sous-total            | 16          | 5           | -               | -               | -                 | -                 | -          | -          | -                              | -                              | -                              | -         | -         | 16    | 5     |
| 2019-2020             | Galatasaray SK        | Süper Lig             | 15          | 5           | -               | -               | -                 | -                 | 1          | 0          | C1                             | 4                              | 0                              | -         | -         | 20    | 5     |
| Sous-total            | Sous-total            | Sous-total            | 15          | 5           | -               | -               | -                 | -                 | 1          | 0          | -                              | 4                              | 0                              | -         | -         | 20    | 5     |
| 2019-2020             | Ajax Amsterdam (prêt) | Eredivisie            | 5           | 0           | 2               | 1               | -                 | -                 | -          | -          | C3                             | 2                              | 0                              | -         | -         | 9     | 1     |
| Sous-total            | Sous-total            | Sous-total            | 5           | 0           | 2               | 1               | -                 | -                 | -          | -          | -                              | 2                              | 0                              | -         | -         | 9     | 1     |
| 2020-2021             | Galatasaray SK        | Süper Lig             | 32          | 7           | 2               | 0               | -                 | -                 | -          | -          | C3                             | 3                              | 1                              | -         | -         | 37    | 8     |
| 2021-2022             | Galatasaray SK        | Süper Lig             | 9           | 0           | 2               | 0               | -                 | -                 | -          | -          | C1+C3                          | 2+8                            | 0+1                            | -         | -         | 21    | 1     |
| Sous-total            | Sous-total            | Sous-total            | 41          | 7           | 2               | 0               | -                 | -                 | -          | -          | -                              | 13                             | 2                              | -         | -         | 56    | 9     |
| Total sur la carrière | Total sur la carrière | Total sur la carrière | 442         | 88          | 51              | 10              | 6                 | 0                 | 4          | 1          | -                              | 102                            | 23                             | 6         | 1         | 611   | 123   |

## Palmarès

### En club
- Vainqueur du Championnat des Pays-Bas en 2004 et 2013
- Vainqueur de la Coupe des Pays-Bas en 2006 et 2007
- Vainqueur de la Supercoupe des Pays-Bas en 2005 et 2006
- Vainqueur du Championnat de Turquie en 2017
- Vainqueur de la Supercoupe de Turquie en 2019

### En sélection nationale
- Quart de finaliste de la Coupe du monde des moins de 20 ans en 2005
- Huitième de finaliste de la Coupe du monde en 2006
- Vainqueur du Championnat d'Europe espoirs en 2007
- Quart de finaliste des Jeux olympiques d'été en 2008
- Finaliste de la Coupe du monde en 2010
- Finaliste de la Ligue des nations de l'UEFA en 2019

## Galerie

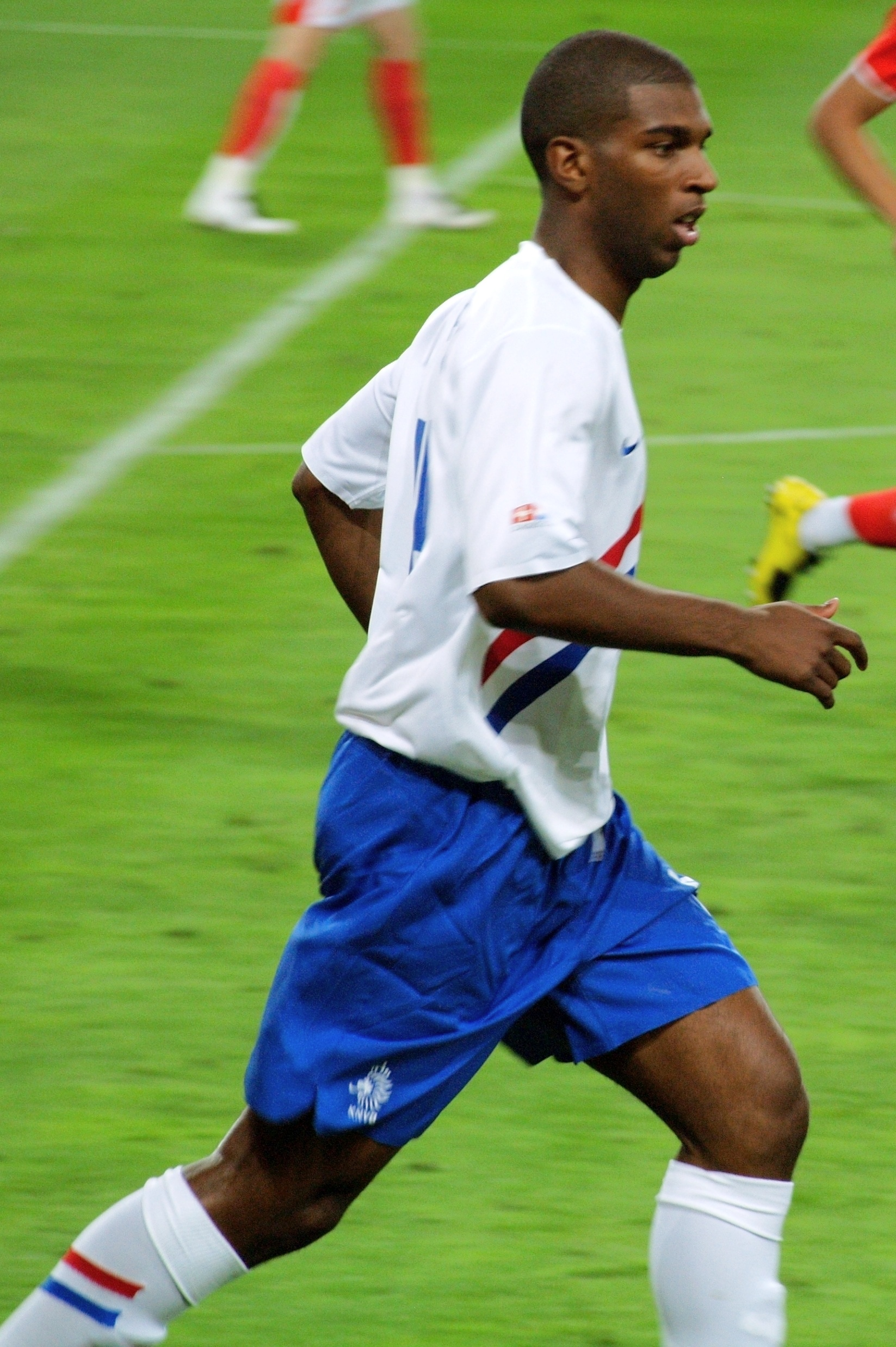
Ryan Babel sous le maillot des Pays-Bas
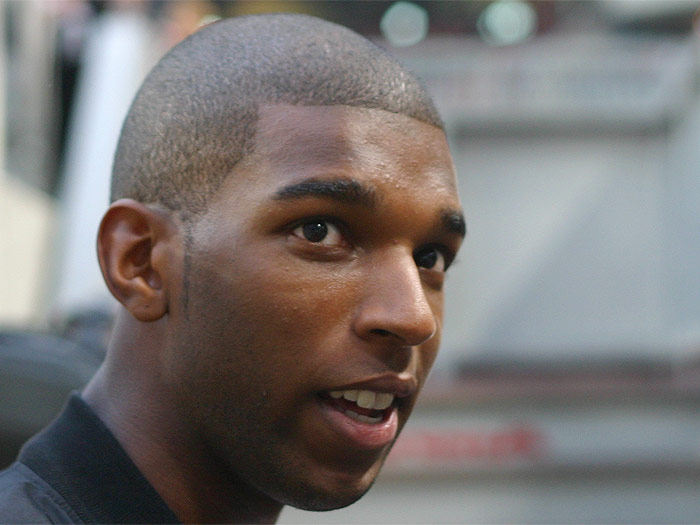
Portrait de Babel
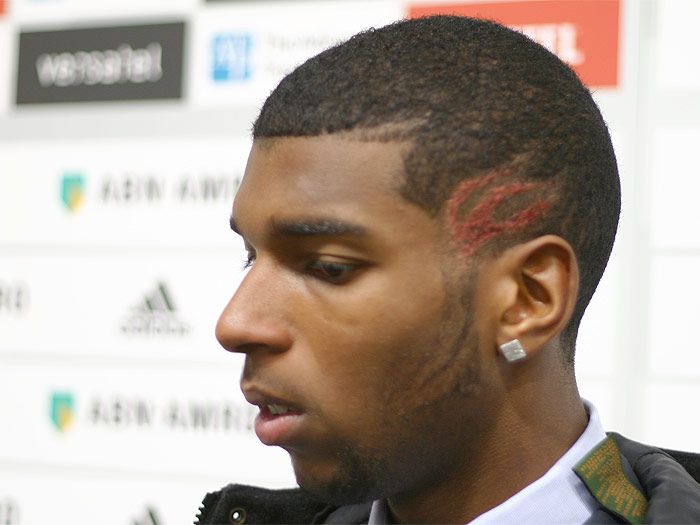
Babel devant la presse